# 외르에루아르주의 캉통
프랑스 외르에루아르주에는 총 15개의 캉통이 속해 있다. 2015년 3월 행정구역 총개편으로 인해 현재는 다음과 같이 설치되어 있다.
- 아네
- 오노
- 브루]
- 샤르트르 1
- 샤르트르 2
- 샤르트르 3
- 샤토됭
- 드뢰 1
- 드뢰 2
- 에페르농
- 일리에르콩브레
- 뤼세
- 노장르로트루
- 생뤼뱅데종슈레
- 보브